# غوناييف
غوناييف هي بلدية في شمال هايتي. وهي عاصمة إدارة أرتيبونيت، تأسست المدينة عام 1422 من قبل الهنود الذين أطلقوا عليها اسم «غونيبو» سابقاً، وتُعرف الآن باسم «مدينة الاستقلال»، يبلغ عدد سكانها 300,000 نسمة وذلك حسب إحصائيات سنة 2011. يبلغ ارتفاع المدينة عن سطح البحر قرابة 6 متر.

## أعلام
- يواكيم ألسني
- جاك ستيفن ألكسيس
- هنري روبرت بريسيل
- ستيفن ألكسيس